# Playa de la Isla (Navia)
La playa de La Isla de Navia se encuentran en el concejo asturiano de Navia y pertenece a la localidad española de Santa Marina. Es de forma sinuosa, tiene una longitud de unos 300 m y una anchura media de unos 8 m. Su entorno es rural, con un grado de urbanización muy bajo y es una zona casi virgen y tiene una peligrosidad alta. La playa carece de arena y se trata de un lecho de rocas. Para acceder a ella hay que estar dispuesto a hacer un largo paseo de unos tres km.
Para acceder a esta playa hay que partir desde el pueblo de Santa Marina en dirección oeste. Entre las localidades de Puerto de Vega y Santa Marina sale una carretera en dirección a la costa y una vez que se llega a una bifurcación de esta hay que tomar un camino hacia la izquierda que llega a una capilla donde hay que aparcar el vehículo. Como ya se indicó, hay que realizar un largo paseo de unos tres km a lo largo de la costa hasta llegar a la «Isla de Vega».
Tiene un aparcamiento pero carece de cualquier servicio y las actividades recomendadas son la pesca recreativa con caña o la pesca submarina debiendo tomar muchas precauciones en los días en que hay marejada en la mar. Tiene una senda costera en sus inmediaciones y está próxima a la Playa de Frejulfe.